# Bucentaure

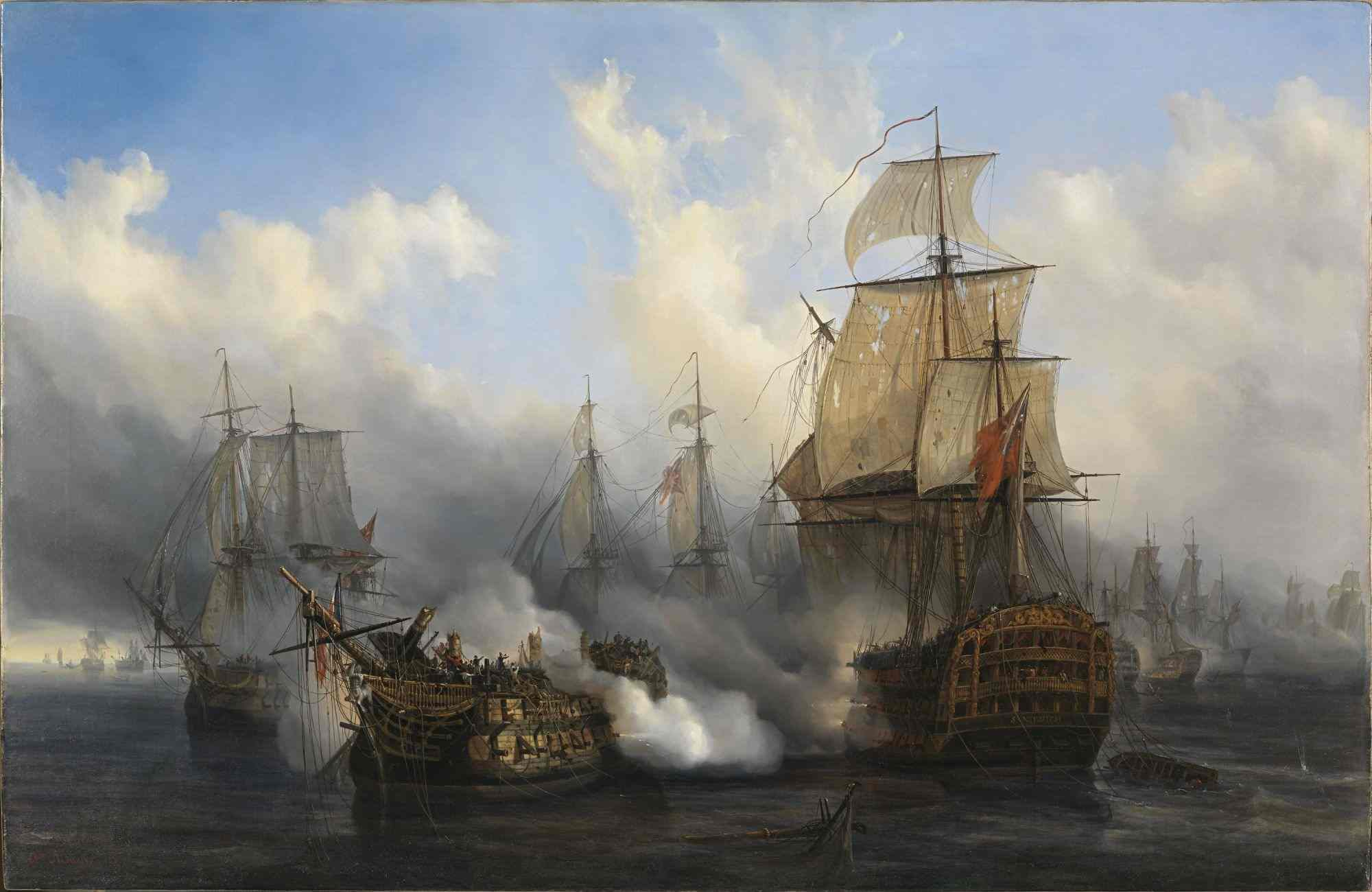
La nave inglese Temeraire cannoneggia la Bucentaure disalberata a Trafalgar

La Bucentaure era la nave ammiraglia dell'ammiraglio de Villeneuve durante la battaglia di Trafalgar, vinta da Horatio Nelson sulla flotta combinata franco-spagnola all'epoca di Napoleone, precisamente il 21 ottobre 1805.

## La nave
La nave aveva una struttura a due ponti per complessivi 80 cannoni; era capoclasse di una nuova classe di vascelli derivata dalla classe Tonnant, ed era stata progettata dall'ingegnere Jacques-Noël Sané nel 1802. Varata il 13 luglio 1803, completata ed immessa in servizio nel gennaio 1804.
La nave divenne l'ammiraglia della flotta francese incaricata di supportare l'invasione anfibia della Gran Bretagna da parte delle truppe napoleoniche, e de Villeneuve con essa e la squadra partì da Cadice nell'ottobre 1805.
Durante la battaglia, Nelson a bordo della Victory tagliò la linea di fila franco-spagnola tra la Bucentaure e la Redoutable, colpendo la prima di poppa e spazzandole i ponti ed impossibilitandola a manovrare. Dopo tre ore di combattimento, de Villeneuve si arrese e la Bucentaure venne presa a rimorchio dal vascello inglese Conqueror, ma durante la notte e complice il mare grosso, si spezzò il cavo di rimorchio. Gli ufficiali francesi a bordo, allora, ripresero il controllo della nave e tentarono di dirigersi sul porto spagnolo di Cadice, ma fallirono la manovra per la tempesta e la scarsa governabilità della nave che si incagliò irrimediabilmente sugli scogli, affondando il 22 ottobre 1805.

## Composizione dell'equipaggio[1]
- Ufficiali
  - 1 capitano di vascello
  - 1 capitano di fregata
  - 4 tenenti di vascello
  - 4 guardiamarina
  - 2 ufficiali di guarnigione
  - 1 commissario di bordo
  - 1 ufficiale medico
  - 9 aspiranti guardiamarina
- Sottufficiali
  - 2 capi di manovra o d'equipaggio (denominati gergalmente bosco)
  - 2 secondi capi d'equipaggio
  - 3 secondi capi alla manovra
  - 18 quartiermastri di manovra
  - 2 capi cannonieri navali
  - 2 secondi capi cannonieri navali
  - 24 aiuti cannonieri navali
  - 2 capi cannonieri militari
  - 1 secondo capo cannoniere militare
  - 24 aiuto cannonieri militari
  - 2 capi timonieri
  - 5 secondi capi timonieri
  - 8 aiuti timonieri
  - 1 pilota costiero
  - 1 capo carpentiere
  - 2 secondi capi carpentieri
  - 5 aiuti carpentieri
  - 1 capo calafato
  - 2 secondi capi calafati
  - 5 aiuti calafati
  - 1 capo velaio
  - 1 secondo capo velaio
  - 2 aiuti velai
  - 1 capitano d'armi
- Equipaggio
  - 95 marinai di 1ª classe
  - 95 marinai di 2ª classe
  - 95 marinai di 3ª classe
  - 95 marinai di 4ª classe
  - 125 novizi
  - 60 mozzi
  - 129 soldati
- Soprannumerari
  - 3 armieri
  - 5 chirurghi
  - 9 vivandieri
  - 11 domestici